# NGC 3853
NGC 3853 este o galaxie eliptică situată în constelația Leul. A fost descoperită în 1871 de către Alphonse Borrelly. Se află la o distanță de 51,62 de megaparseci de Pământ.